# ラソニック

「ラソニック」はパナソニックの商標の一つである

Rasonic (ラソニック、中国語: 樂信牌)は、日本の大手家電メーカーパナソニックが、香港の関連会社である信興電工工程有限公司（SHUN HING ELECTRIC WORKS AND ENGINEERING CO., LTD.）を通して中華人民共和国と香港で展開する家電ブランド。パナソニックの商標の一つ。
ロゴは、ナショナルのNマークに類似した「Rマーク」にパナソニックと同じ書体でライトブルーの「Rasonic」である。

## 概要
基本的にはパナソニックのOEM製品である。湿度の高い香港では除湿機のメーカーとして知られる。
そのほか「Rasonic」のブランド名で、炊飯器、ヘアドライヤー、冷蔵庫、オーブン、プラズマおよび液晶テレビ、DVDレコーダー、ケトル、エアコン、掃除機、マッサージ機などの様々な家電製品が販売されている。
なお、中華人民共和国では「Panasonic」より、「松下」ブランドの方が知名度が高い。パナソニックへの社名変更後も、中国語圏においては「松下」、「松下電器産業」の名称を継続して使用している。
また、香港の関連会社、信興集団（信興集團/信兴集团）の販売品では「パナソニック」を示す「楽声牌（樂聲牌/乐声牌）」表記のものもあり、中華民国（台湾）でも同じくパナソニックを示す「国際牌（國際牌/国际牌）」と表記されているものもある。